# Tušilje
Tushilë en albanais et Tušilje en serbe latin (en serbe cyrillique : Тушиље) est une localité du Kosovo située dans la commune/municipalité de Skenderaj/Srbica et dans le district de Mitrovicë/Kosovska Mitrovica. Selon le recensement kosovar de 2011, elle compte 420 habitants, tous albanais.

## Histoire
Sur le territoire du village, le site de Gradina, dont les vestiges remontent à la Préhistoire, est proposé pour une inscription sur la liste des monuments culturels du Kosovo.

## Démographie

### Évolution historique de la population dans la localité
| 1948 | 1953 | 1961 | 1971 | 1981 | 1991 | 2011 |
| ---- | ---- | ---- | ---- | ---- | ---- | ---- |
| 184  | 201  | 256  | 299  | 372  | 451  | 420  |

|  |